# 罗马尼亚语历史

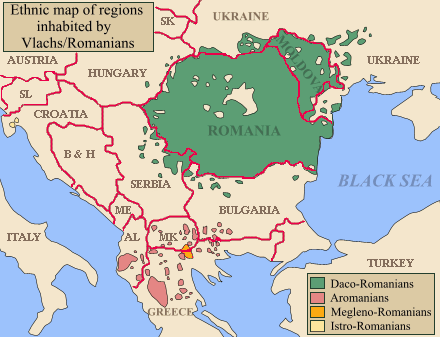
东南欧的东罗曼语支

罗马尼亚语历史始于所谓东南欧“吉列切克线”以北的罗马行省，但其形成的确切地点仍有争议。东罗曼语支包含4种语言：罗马尼亚语、阿罗马尼亚语、梅格伦诺-罗马尼亚语、伊斯特拉-罗马尼亚语，它们起源于一种共同的原始罗马尼亚语。这些语言有着共同的底层。后者的词法与句法特征似乎与构成巴尔干语言联盟的阿尔巴尼亚语、保加利亚语和马其顿语等语言共有的特征相似。所有东罗曼语都有一些原始斯拉夫语和古教会斯拉夫语的借词，表明它们之间的分化发生在10世纪之后。

## 背景

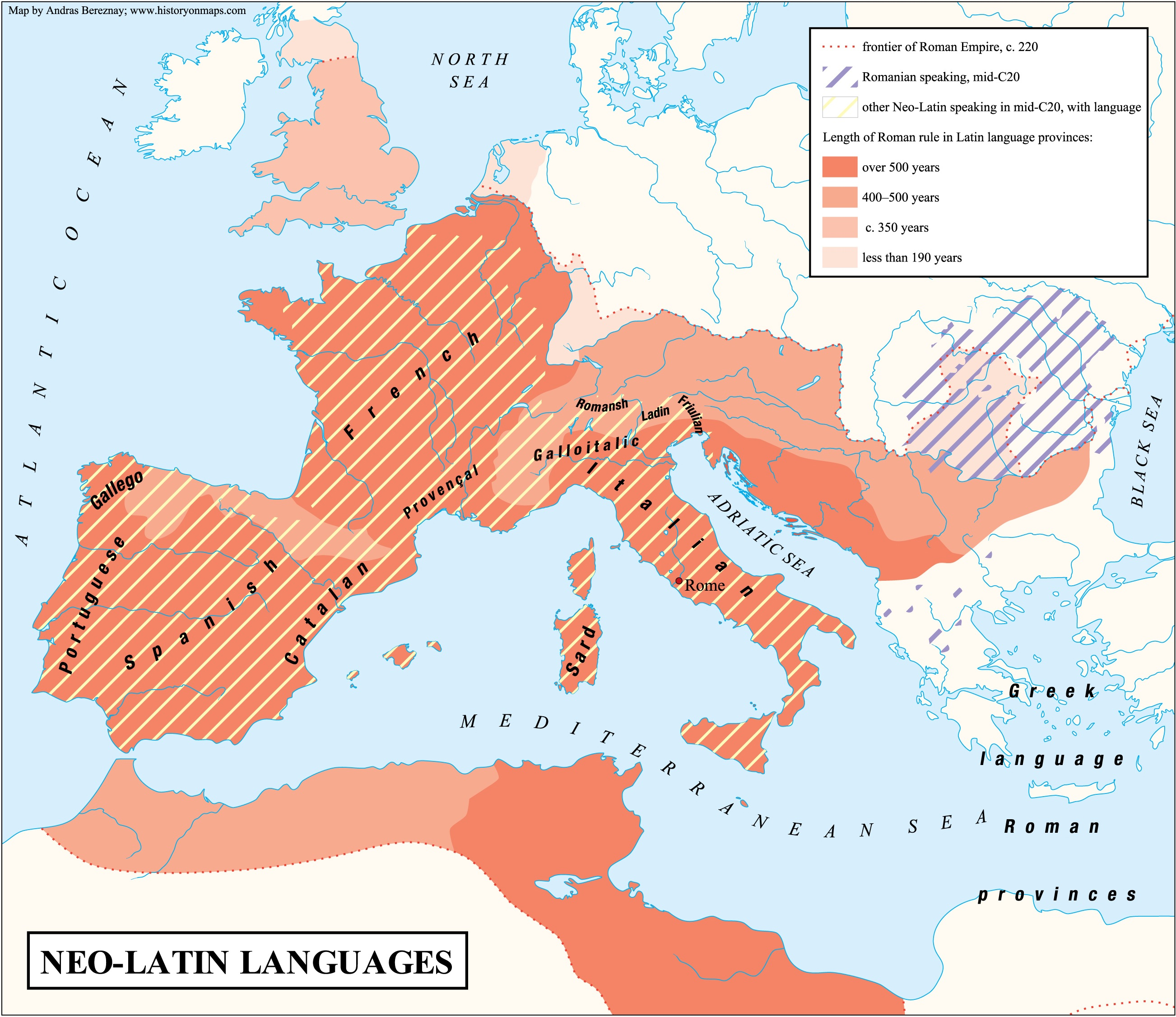
罗马统治的长度和罗曼语（还显示了划分巴尔干半岛的“吉列切克线”）

东南欧的一些罗曼语族语言曾有过几个世纪的使用，:139但东罗曼语支达尔马提亚语在几个世纪前就消亡了。:22虽然现存的东部巴尔干罗曼语在此期间分化为4种语言，:23但它们共同的特征表明，它们都起源于同一种祖语。:14:310:40罗马尼亚语是其中最大的一种，使用人数超过2000万，主要分布在罗马尼亚和摩尔多瓦。:23、487阿罗马尼亚语有约35万使用者:39-40，主要生活在阿尔巴尼亚、希腊和马其顿山区。:23希腊塞萨洛尼基各地约有几千人说梅格伦诺-罗马尼亚语。:23伊斯特拉-罗马尼亚语的使用者分布在伊斯特拉半岛，仅有不到1500人使用。:23:40所有东罗曼语都有一些共同的特征，足以将它们与其他罗曼语区分开来，:139第一位罗曼语学家弗雷德里希·狄兹甚至在1836年声称，罗马尼亚语“只是一种半罗曼语”。:3-4这些特殊性也可见于阿尔巴尼亚语、保加利亚语、马其顿语和其他语言，形成所谓“巴尔干语言联盟”。:9-13
现代学者仍在争论罗马尼亚语的形成地。:82:140:4:39-40主要有两种一致的理论，但也有别的假说。:140-141:276“达契亚-罗马连续体”理论假设，罗马尼亚语主要是从多瑙河下游北岸达契亚行省的拉丁语演变而来。:140-142相对的“迁徙者”理论则认为，罗马尼亚语诞生于默西亚行省、潘诺尼亚或其他多瑙河以南省份。:144:277无论如何，横跨巴尔干半岛的“吉列切克线”在罗马时代就存在，那时此线以北主要说拉丁语，以南主要说希腊语。:70

## 外部历史

### 底层

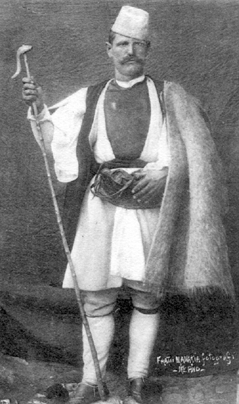
弗拉赫人牧羊人，身着传统服装

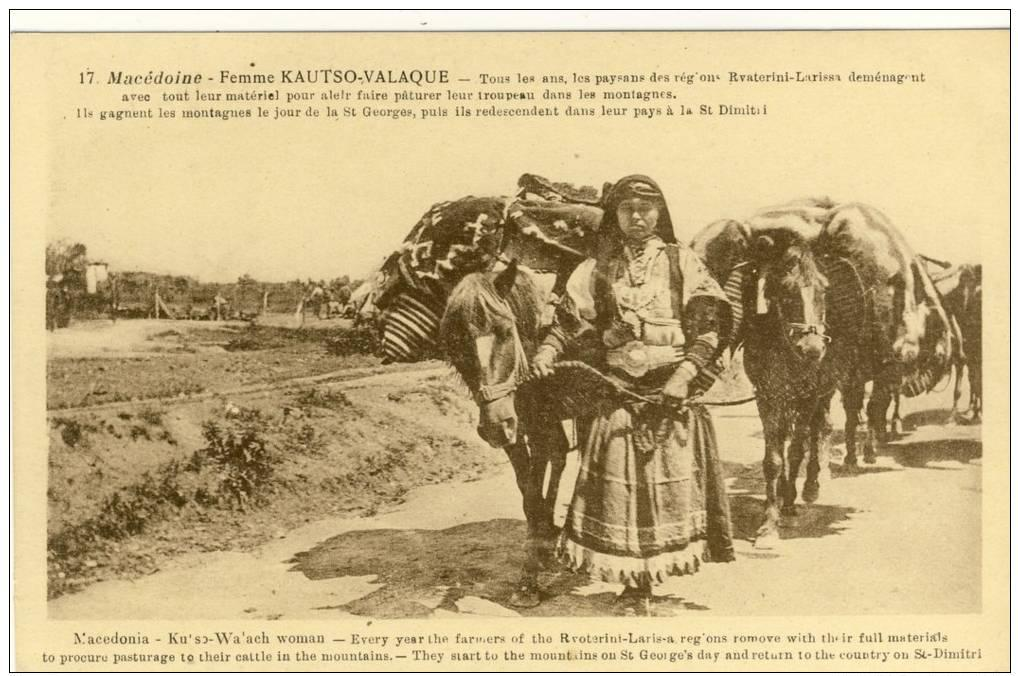
来自拉里萨地区的弗拉赫人女性在走向山区夏季牧场的途中

现代东罗曼语底层已经十分式微，因为这种语言几乎完全被拉丁语所取代了。:234例如，语言学家金·舒尔特（Kim Schulte）提出了一个“色雷斯-达契亚”底层，:234而赫伯特·J·伊索则认为东罗曼语的底层是伊利里亚语。:144然而，由于已知、确凿的达契亚语、伊利里亚语或色雷斯语词汇数量过少，还无法将它们与已知的语言进行比较。:413:404-406:245已知的达契亚语词汇大约有100个植物名称、托勒密记载的43作城镇的名字，以及文献中约1150个达契亚人名及900个地名。:730:130:413:404已知的色雷斯语或伊利里亚语词汇数量更少。:404-405
据估计，罗马尼亚语底层词汇的数量大约在90:900和140个之间。:24其中至少有70个在阿尔巴尼亚语中有同源词，:309:22-25这可能表明一个共同的阿尔巴尼亚-罗马尼亚语底层。:234:24:245但也不能排除阿尔巴尼亚语或“色雷斯-达契亚语”向罗马尼亚语的借用。:234:24:312语言学家戈特弗里德·施拉姆（Gottfried Schramm）:320-321、金·舒尔特（Kim Schulte）:234和伊斯特万·许茨（István Schütz）:25-26甚至提出，这些词是分成几个阶段借用的。例如，舒尔特假设“早期罗马尼亚语使用者和将色雷斯-达契亚语/阿尔巴尼亚语的人离的很近，并定期交流关于自己牧业活动和自然环境的信息。”:235
这些与阿尔巴尼亚语同源的词中约有30%与绵羊和山羊饲养有关。:312因此施拉姆甚至提出，这些词汇并非源于拉丁语之前的底层，而是罗马尼亚人的祖先在六七世纪罗马帝国崩溃后，在山区避难时从牧民那里借来的词汇。:309与阿尔巴尼亚语同源的词汇比例相对较较高的语义领域主要由物质世界（4.8%）、亲属（3.2%）农业及植物（2.8%）及动物（2.7%）。:239许茨认为，一些传统上认为来自通俗拉丁语的罗马尼亚语词实际上是阿尔巴尼亚语借词。即使是拉丁语或斯拉夫语的罗马尼亚语词汇，似乎也经过阿尔巴尼亚语的转手。阿尔巴尼亚语和罗马尼亚语中，部分拉丁语借词发生的词义的平行变化也能得到解释。:312:13-14此外，还存在一些阿尔巴尼亚–罗马尼亚语的仿译词汇。:313
罗马尼亚语、阿尔巴尼亚语、保加利亚语和其他东南欧语言的共同词法及句法特征可被解释为有一个共同的底层。:901然而，由于现代学者对该地区的母语习语了解有限，这一假设暂无法得到证实。:901因此，也有可能将这些共同的特征归结于所有语言的平行发展。:22据语言学家丽贝卡·波斯纳（Rebecca Posner），罗马尼亚语中写作“î”或“â”的闭央不圆唇元音的存在也可以追溯到前拉丁语底层，但她补充说“没有什么证据能支持这假设”。:243

### 罗马化与通俗拉丁语

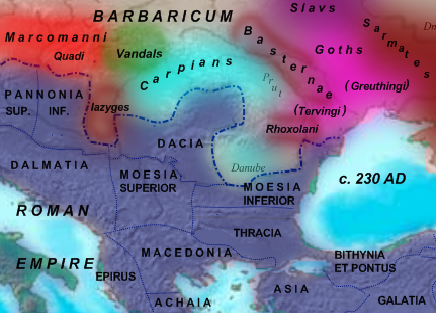
东南欧的罗马行省，约公元200年

公元前60年左右，随着亚得里亚海东岸伊利里库姆行省的建立，东南欧逐渐开始融入罗马帝国的领土。:208位于罗马尼亚语和意大利语之间的达尔马提亚语在沿海地区开始演变。:22公元1世纪，罗马接着向多瑙河流域扩张，:12并在公元9年建立了潘诺尼亚行省、克劳狄一世（41–54在位）时建立了默西亚行省、:209-210106年建立了达契亚行省。:138罗马军团和辅助部队的存在确保了罗马人对当地的控制。:211-212罗马殖民地的建立也促进了统治的巩固。:212因此，被征服的各个地方都出现了一个相对和平的时期，一直持续到2世纪末。:13这一罗马治世极大促进了“语言、习俗、建筑、住房与科技等方面的标准化”。:13即便如此，圣耶柔米和后来的学者证明，伊利里亚语和其他本土语言至少一直存续到4世纪末。:265-266
古典拉丁语和通俗拉丁语分别是拉丁语的书面语和口语，在罗马征服东南欧时开始出现分歧。:71因此，罗马殖民者在新征服的省份定居时引入了这些流行形式。:74罗马时代的铭文证明，东南欧的拉丁语与帝国其他地区的语言演变相一致，:159、162至少到3世纪末为止。:178同样，一些继承下来的罗马尼亚语词汇也证明，它们所来源的拉丁语方言在同一时期经历了影响音素、词汇和其他拉丁语特征的变化。:180例如e和i合流为e可在继承下来的罗马尼亚语词汇中得到证实，:162罗马尼亚语许多词源自通俗拉丁语而非古典拉丁语。}:287-300

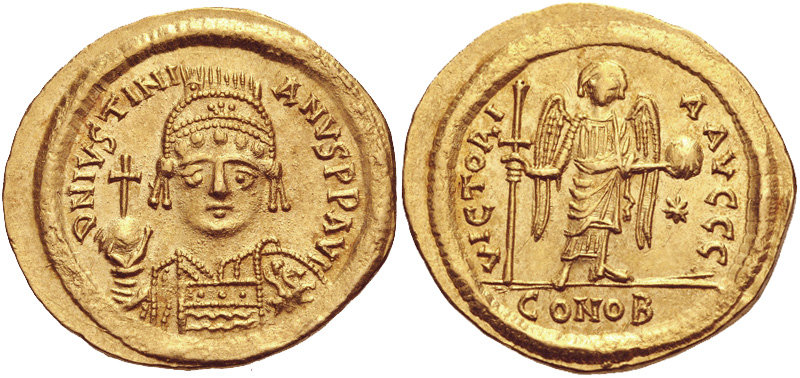
查士丁尼一世索立都斯金币

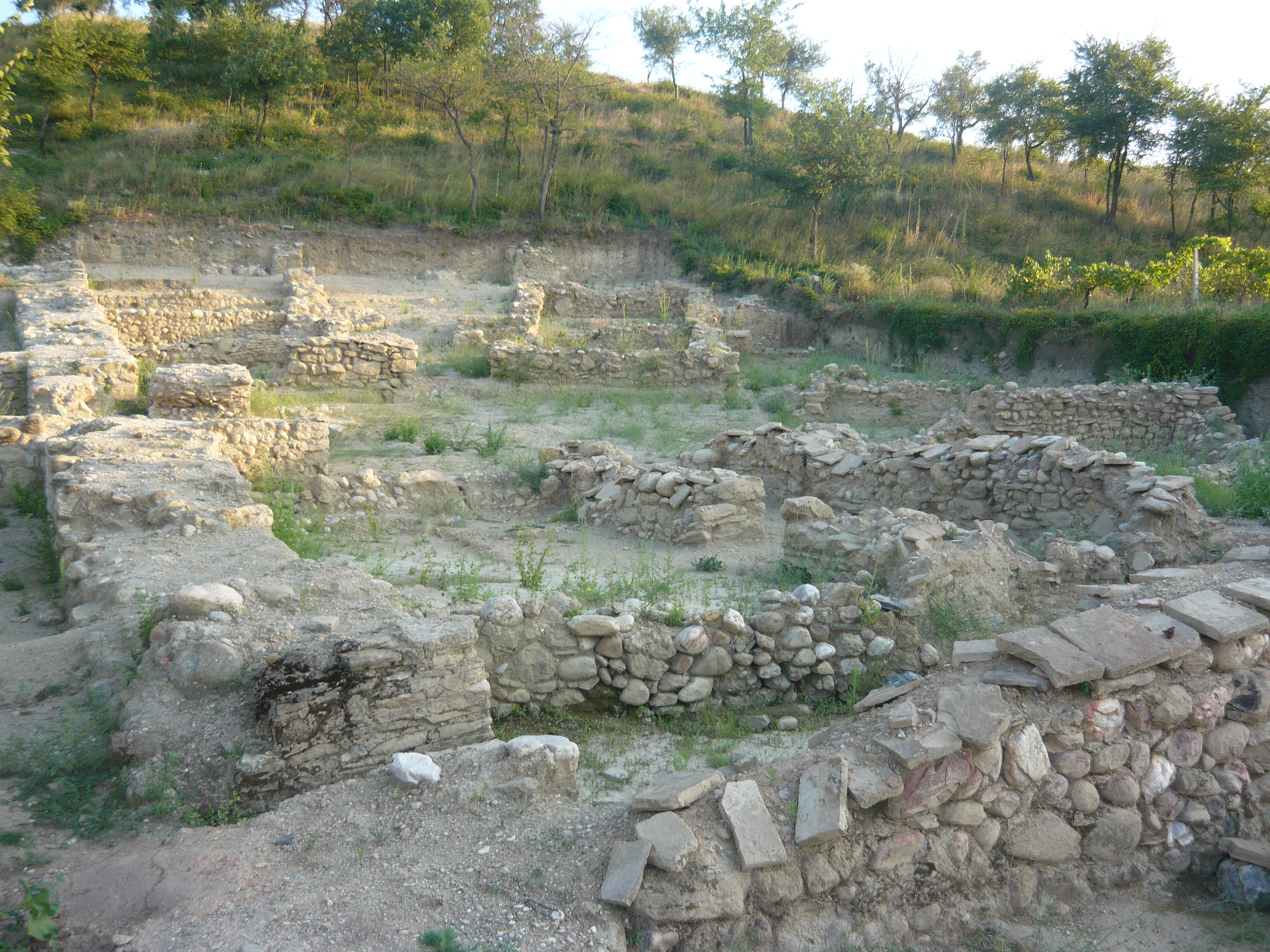
马其顿Taor陶雷修姆遗址，查士丁尼一世出生地

多瑙河下游北岸的达契亚行省（图拉真达契亚）在270年代初被遗弃。:23:138原先的居民不断迁到多瑙河南边，后来从默西亚行省中重新划出一部分，仍名为达契亚行省（奥勒良达契亚）。:262但书面资料提到，直到6世纪，多瑙河下游以北的地区还在使用拉丁语。:341普利斯库斯在448年造访阿提拉宫殿的报告中称，所有与西罗马帝国有“商业往来”的“匈奴臣民”都说拉丁语，“但他们都不太会说”希腊语。:341他还遇到了充当翻译的默西亚的Rusticius、“来自潘诺尼亚”的Constantiolus和“毛里塔尼亚侏儒”Zerkon，他讲的话是“拉丁语、匈奴语和哥特语的混合体”。:341一个世纪之后，普罗科匹厄斯写到一个战俘，他“是安特人出身”，:267-268但“说拉丁语”。:275:341
罗马人从图拉真达契亚撤退后的几十年里，哥特人和其它邻近部落频繁袭击罗马领土，但戴克里先（284–305在位）和君士坦丁大帝（324–337在位）成功巩固了帝国的边疆。:13-14、293帝国在395年正式分裂，:15但拉丁语直到7世纪初仍是东罗马帝国的两种官方语言之一。:338-339例如，利奥二世于474年在君士坦丁堡加冕时，军队用拉丁语向他致敬。:339查士丁尼一世（527–565在位）生于达尔达尼亚行省:266-267，甚至说拉丁语是自己的母语。:339东罗马在巴尔干半岛的统治在希拉克略在位期间（610–641）走向崩溃。:33
铭文和文学资料证明，4到6世纪拉丁语仍是多瑙河沿岸省份的主要交流用语。:158、341出于同样的原因，查士丁尼的《新律》也是用拉丁语出版的。:341该地区最晚的拉丁语铭文可追溯到610年代。:160Gábor Vékony认为，普罗科匹厄斯在《查士丁尼的建筑》中记载的一些地名显示了元音推移，而这也是罗马尼亚语演变的特点。:204、206例如，o>u的转变似乎反映在热米先那（Remesiana）（今日塞尔维亚Bela Palanka）地区一座要塞Scumbro的名称中，显然来自维托沙山的古名Scombrus mons。:204塞奥非拉克特·西摩卡塔和宣信者狄奥法内斯记录的torna, torna fratre“拐，转弯兄弟”或torna, torna“拐，拐”可归于罗马尼亚语。:14:139这些词来自哈伊莫司山和上色雷斯平原之间地区士兵，在587年东罗马一次战役中用自己“母语”喊出来的。:14:206-207

基于语法结构和词汇比较，而非社会功能标准的罗曼语图表。FP：法兰克-普罗旺斯语；IR：伊斯特拉-罗马尼亚语。

最终演变为罗马尼亚语的拉丁语方言显示了许多4到6世纪发生的拉丁语变化的特征。:181但这些变化并非见于所有罗曼语，表明这一时期的通俗拉丁语已经开始分化。:155奥维德·登苏沙努（Ovid Densusianu）在1901年就写道，通俗拉丁语“失去了其统一性，分化为各种语言，并逐渐演变为今日的各大罗曼语。”例如，清音在元音间的浊化，就是仅见于西罗曼语支的变化。:156许多时候罗马尼亚语、意大利语、罗曼什语和达尔马提亚语共享着类似的特征。:21Nandriș认为，这些共同特征表明“在一段时期内，喀尔巴阡-巴尔干拉丁语（即古罗马尼亚语）的演变与亚得里亚海沿岸拉丁语，及阿尔卑斯山和意大利东南部拉丁语沿着同一路线发展。”:21另一方面，他声称罗马尼亚语和撒丁语的相似特征“可用方言演变中的周边地区原则来解释”。:21

### 原始罗马尼亚语
罗马尼亚语言学家奥维德·登苏沙努在1901年创造了“色雷斯-罗马”一词，用以描述4至6世纪时“罗马尼亚语最古的形态”，当时巴尔干地区的通俗拉丁语已经出现了一些自身的特殊性，已经演变为所谓原始罗马尼亚语。据估计，罗马尼亚语中直接继承自拉丁语的词汇比例大约在20%:417到60%之间。:239拉丁语词汇集中在经验证据（86.1%）、数量（82.3%）、亲属（76.9%）与时间（74.7%）。:239罗马尼亚语超过90%的虚词、80%的副词和68%的形容词直接继承自拉丁语。:241

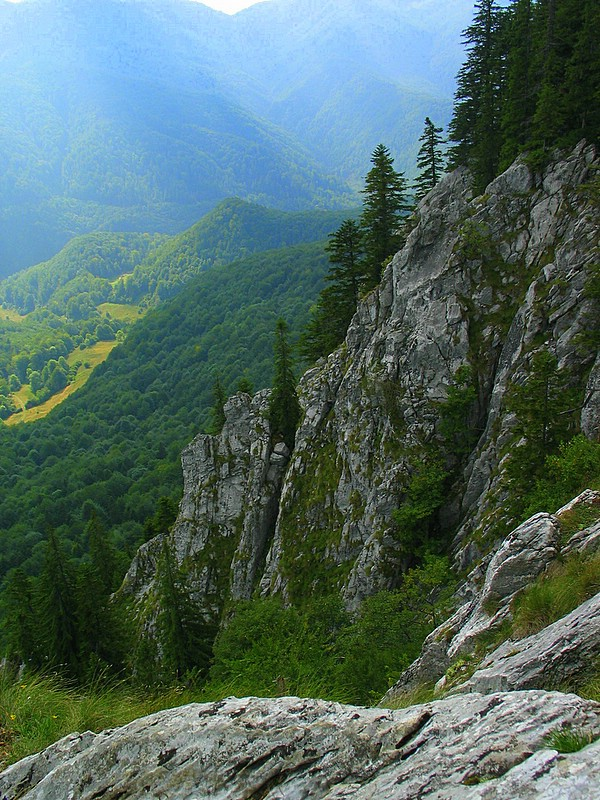
西特兰西瓦尼亚阿普塞尼山脉

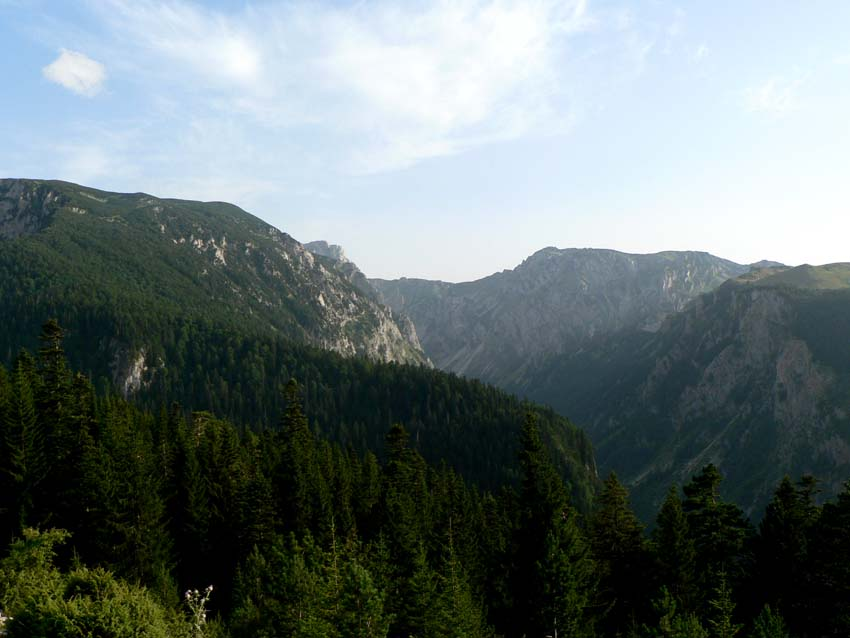
黑山杜米托尔国家公园，其名称来自罗马尼亚语

虽然一些东罗曼语在演变过程中借来了一些词，但其他方言仍比较保守。:412罗马尼亚语瓦拉几亚方言是最具创新性的方言。:391Grigore Nandriș、Alexandru Madgearu等为首的许多历史学家和语言学家甚至提出，在达契亚行省使用的方言保留了继承的拉丁语词汇，而这些词在其他地区有很多被借词代替了，说明这些地区是语言扩张的中心。:18-20:142-143同样，马拉穆列什方言也保留了在其他大多数方言中消失了的拉丁语词汇。:412阿罗马尼亚语也仍用继承的拉丁语词汇，而不用其他东罗曼语常用的斯拉夫语借词。:39、665
罗马尼亚语中没有任何与城市化社会有关的拉丁语词保留下来。:202继承下来的罗马尼亚语“道路”一词也显示，罗马统治崩溃后，罗马尼亚人祖先的生活变得更像农村。:12-13例如，拉丁语pons“桥”变为罗马尼亚语punte“横跨沟渠、峡谷的树干”，而罗马尼亚语cale“路”则来自拉丁语callis“小径”。:13Grigore Nandriș强调，罗马尼亚语表示“从一个地方移动到另一个地方”的词汇似乎特别多。:12同样，罗马尼亚语中表示“去”的动词也是从具有不同意义的拉丁语动词演变而来。:12
Nandriș、Schramm、Vékony和其他学者基于对罗马尼亚语中继承的拉丁语词和借词的研究得出结论，罗马尼亚人源于东南欧山民，主要从事畜牧业。:13:309:206例如，Schramm强调“罗马尼亚人从拉丁语中继承了‘耕作’一词，但同时又从斯拉夫语中借用了犁的各个部分的名称……和耕作技术的复杂术语”，这表明他们的祖先只保留了一些关于植物栽培的非常基础的知识。:309-310历史学家维克多·斯皮内伊（Victor Spinei）为首的学者反对这一观点，并指出，罗马尼亚语中大量直接从拉丁语继承的作物和农业技术名称，这表明“农业实践十分的连续”。:224

### 斯拉夫语副层

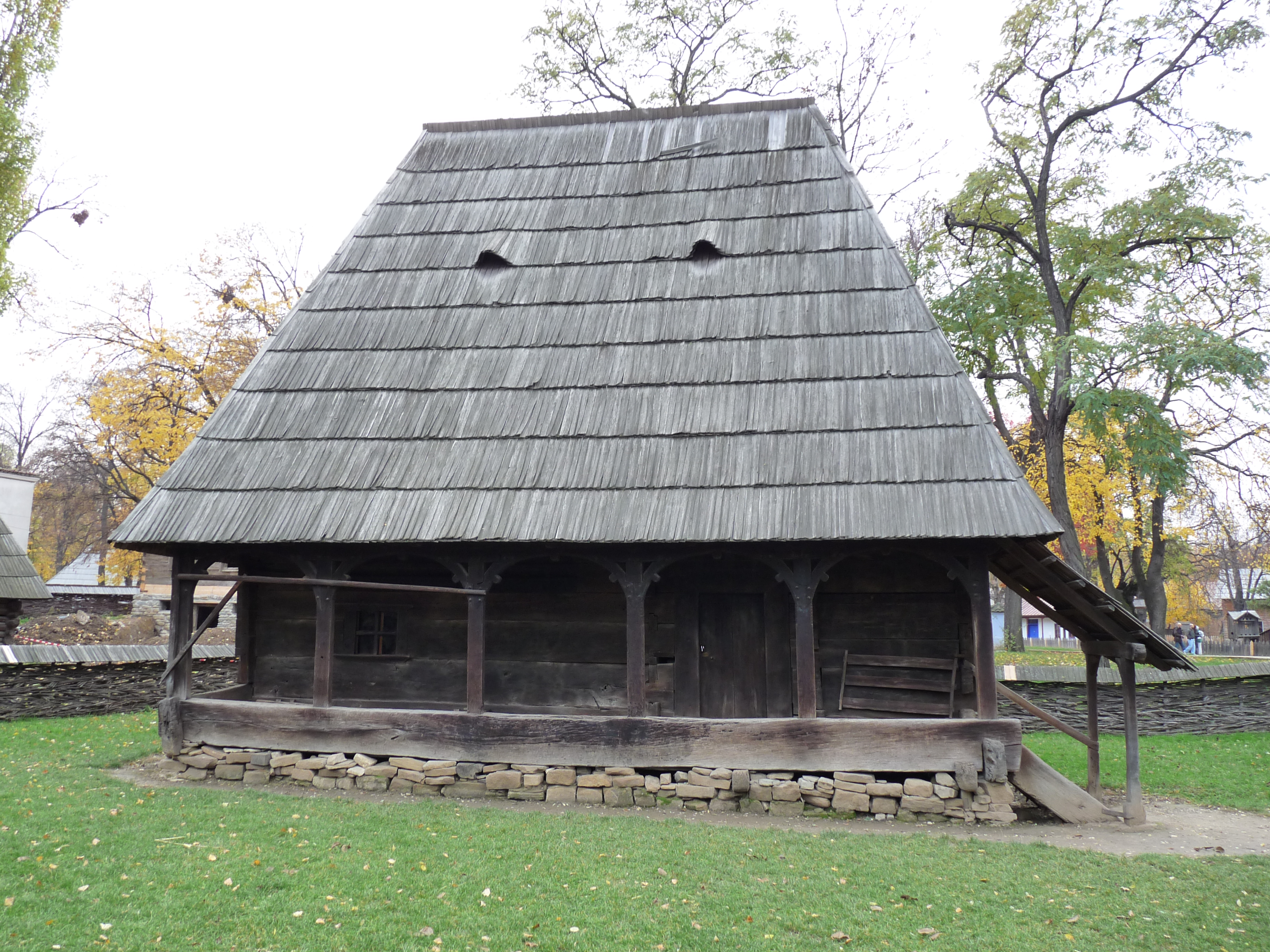
1775年建于马拉穆列什县久莱什蒂乡 (马拉穆列什县)的传统房屋（罗马尼亚农村博物馆）

多瑙河下游以北的巨大领土从270年代起至少被哥特人和格皮德人统治了三个世纪，但罗马尼亚语中没有确凿的东日耳曼语支借词。:295:84-85另一方面，斯拉夫语对罗马尼亚语的影响比日耳曼语对法语、意大利语、西班牙语和其他西罗曼语的影响还大。:413尽管“自19世纪以来，不少斯拉夫语借词已经成为了罗马尼亚语再拉丁化进程的牺牲品”，斯拉夫语借词占比仍在15%左右。:239、244斯拉夫语借词占比在房屋（26.5%）、宗教（25%）基础的动作和技术（22.6%）、社会与政治（22.5%）、农业与植被（22.5%）等领域，斯拉夫语借词比例尤其高。:239罗马尼亚语约20%的副词、近17%的名词和约14%的动词来自斯拉夫语。:241斯拉夫语借词常常与来自拉丁语的同义词共存，有时会产生语义上的差异。:244例如，继承自拉丁语的timp和斯拉夫语借词vreme都可以指代时间或天气，而现在vreme更常用于气象方面。:241，矮子斯拉夫语的借词往往有情感背景，:91许多情况下代表了积极的词义。:241Günther Reichenkron、Robert A. Hall等许多语言学家认为，斯拉夫语借词的这些特征表明，曾有许多斯拉夫母语者采用罗马尼亚语的双语社区，:92:235但他们的假说没有得到普遍接受。:31
最早的斯拉夫语借词层次约有80个词汇留到现在，是850年之前的共通斯拉夫语时期借入的。:5-6罗马尼亚语的斯拉夫语借词的主体是在共同斯拉夫语发生*tort（一种特殊的音节，t代表任何辅音，o代表中元音e或o，r代表流音r或l）法则音位变换之后借入的。:145:5-6古教会斯拉夫语的词汇也丰富了这一时期罗马尼亚人的宗教词汇。:413:5-6原始罗马尼亚语在这一时期甚至通过斯拉夫语转手，借来拉丁语或希腊语词汇。{{479}}:414古教会斯拉夫语的大部分借此都被所有东罗曼语保留下来，这意味着它们大约在公元900年前后就已经分裂为不同的语言。:336此后，每种东罗曼语及其方言又从邻近的斯拉夫语中借来一些词。:6例如，乌克兰语和俄语影响了北部罗马尼亚语方言，而克罗地亚语则影响了伊斯特拉-罗马尼亚语。:6

除词汇外，斯拉夫语也对东罗曼语的语音和词法产生了影响，:92-93尽管学者们对其影响程度尚有争议。:137-138某些基础词中，词首e的iota化（即e前出现一个半元音j）也是罗马尼亚语的特征之一，其起源有争议。:30Peter R. Petrucci认为，这是语言从共通斯拉夫语向东罗曼语发生语言替换的结果，:49-52而Grigore Nandriș则强调“拉丁语e在早期就发生了裂化，在大多数罗曼语中都是如此，不只是罗马尼亚语”。:3011至19的数词明显遵循斯拉夫模式，例如unsprezece“1在10上”、doisprezece“2在10上”、nouăsprezece“9在10上”，这也表明相当数量的斯拉夫语母语者曾说罗马尼亚语。:109-118:92

### 成文前的罗马尼亚语
与其他少数罗曼语一样，罗马尼亚语保留了Romanus的内名。:288:35其rumân（农奴）变体首次记录于16世纪，而其român变体在17世纪得到记载。:288然而，整个中世纪，其他民族都称罗马尼亚人为弗拉赫人。:35:154-155这一外名及其变体源于一个日耳曼语词*walhaz，最初古日耳曼人用它指凯尔特人，:139后来指罗马化的凯尔特人，最终转移为所有罗曼语使用者。:35:154斯拉夫人和希腊人都借来了这个称呼。:155
历史学家对第一段罗马尼亚人记载现于何处尚无共识。罗马尼亚历史学家Ioan-Aurel Pop提到了一些“书面记录”，其中提到了八九世纪的罗马尼亚人，但没有出现任何人名。:36Vlad Georgescu引用了一部“9世纪亚美尼亚地理书”，其中提到了一个名叫Balak的国家。但维克多·斯皮内伊则认为这是一段衍文，“可能来自第二千纪的前几个世纪”。:14:80-81斯皮内伊自己认为，罗马尼亚人历史上最早的记录与他们895年左右在多瑙河以北地区与匈牙利人的战斗有关。:71-73在这方面他引用了撰于1120年代的《往年纪事》和13世纪末的《匈牙利人事迹》。:71然而，《往年纪事》相关内容指的是罗马尼亚人的观点并未被普遍接受。学者们也经常质疑《匈牙利人事迹》的可靠性。:23-25、142-143同样，毫无疑问，拜占庭的资料中提到的巴尔干半岛的弗拉赫人与10世纪末的事件有关。:13-14:211斯皮内伊和Georgescu提出，1050年左右瓦良格人卢恩石刻中提到的Blakumen人是最早出现在喀尔巴阡山脉以东地区的罗马尼亚人。:14:54

东欧大草原西部地区从837年左右开始被匈牙利人统治，895年左右至1046年受佩切涅格人支配，1046年左右由乌古斯人统治，约1064年至1241由库曼人统治。:64-66、90-95、108-111、115-116、169约895年定居在喀尔巴阡盆地低地地区的匈牙利人在1000年左右建立了基督教国家匈牙利王国，逐渐将巴纳特、特兰西瓦尼亚和今日罗马尼亚的其他地区陆续收入囊中。:15-16罗马尼亚人在匈牙利王国的存在由13世纪初的史料得到证明。:175佩切涅格人和库曼人是突厥语系民族，几乎不可能将来自他们的借词和来自克里米亚鞑靼语或奥斯曼土耳其语的借词区分开来。:343例如，Lazăr Șăineanu提出，罗马尼亚语buzdugan“锤矛”来自库曼语或佩切涅格语，但东欧草原没有出土过1300年左右之前的锤矛。:344、346据István Schütz所说，罗马尼亚语cioban“牧羊人”（也出现在阿尔巴尼亚语、保加利亚语和其他许多斯拉夫语中）可能来自佩切涅格语或库曼语。:20罗马尼亚人和匈牙利人的同居使得前者借来了许多匈牙利语词汇。:245-246:415匈牙利语借词的占比现在约为1.6%。:239在社会和政治关系（6.5%）、服装（4.5%）、言辞和语言（4.5%）、房屋（4.3%）等领域占比较高。:239、245-246大多数匈牙利语借词见于所有罗马尼亚语方言，也有许多只在特兰迪瓦尼亚使用。:415

### 古罗马尼亚语

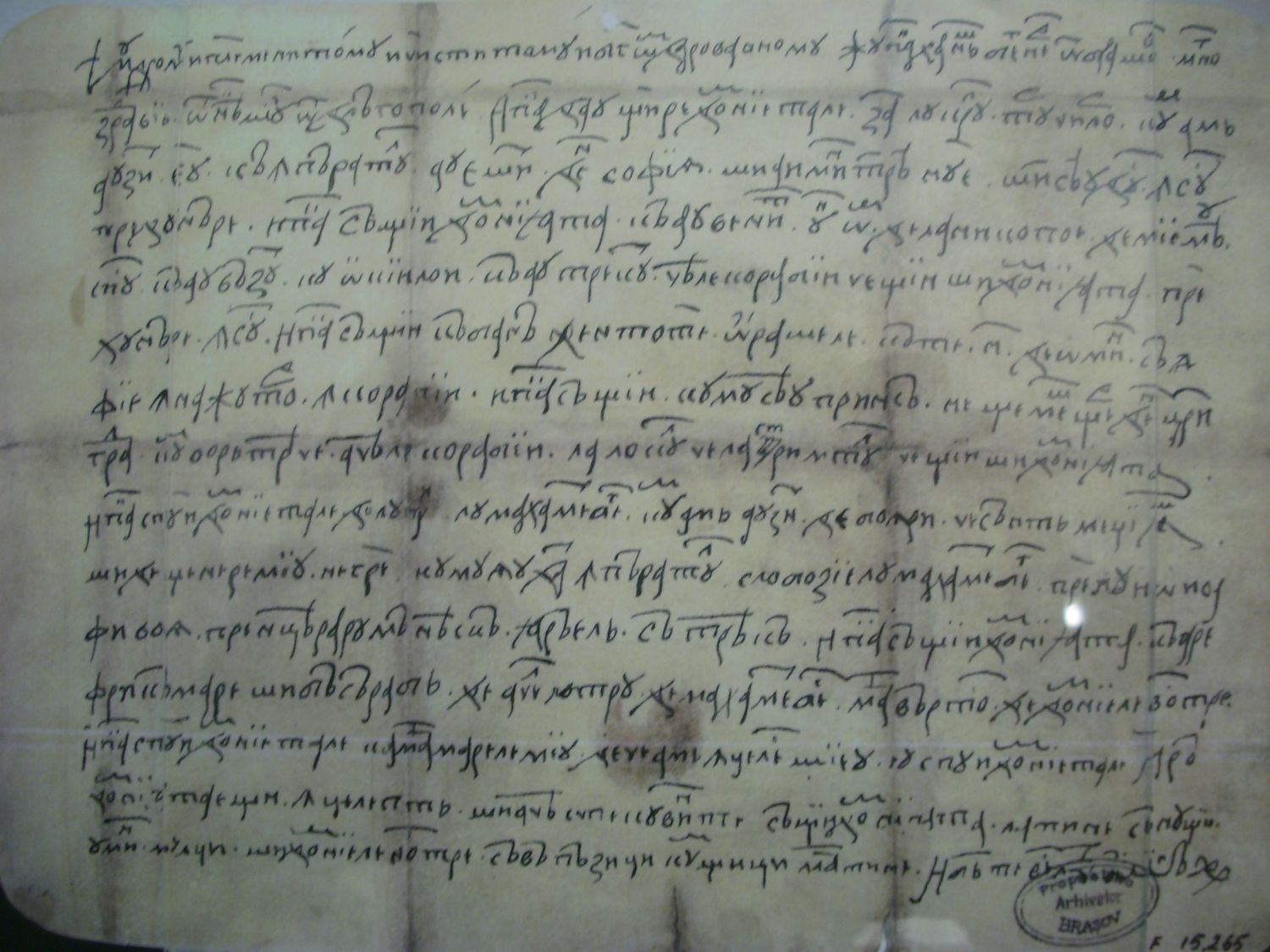
1521年尼阿克舒的书信，最古老的罗马尼亚语文本

传统上被称作“古罗马尼亚语”的时期始于16世纪，止于18世纪。波兰编年史家扬·德乌戈什在1476年说，摩尔达维亚人和瓦拉几亚人“言俗相同”。现存最古老、可确定日期的罗马尼亚语文本是尼阿克舒自Dlăgopole（今瓦拉几亚肯普隆格）寄到特兰西瓦尼亚布拉索夫的书信。从信中提到的事件和人物可以推断，这封信大约写于1521年6月29日或30日。同一时期的其他文献确实存在，但无法准确测定其日期。。
Francesco della Valle在1532年写道“他们自己的语言自称为Romei”。
Tranquillo Andronico在1534年指出“弗拉赫人现在自称为罗马尼亚人”（Valachi nunc se Romanos vocant）。
特兰西瓦尼亚塞克勒人Johann Lebel在1542年写道“弗拉赫人互相称呼为Romuini”。
波兰编年史家斯坦尼斯瓦夫·奥热霍夫斯基（Stanislaw Orzechowski）在1554年提到，“弗拉赫人在自己的语言中自称为Romini”。
1570年，克罗地亚人Ante Verančić明确指出“特兰西瓦尼亚、摩尔多瓦和特兰萨尔皮那的的弗拉赫人自称为罗马人”。
1574年，Pierre Lescalopier写道“那些生活在摩尔多瓦、瓦拉几亚和特兰西瓦尼亚大部的人认为自己是罗马人的后裔，并将自己的语言命名为罗马尼亚语。”
Ferrante Capecci在1575年游历瓦拉几亚、特兰西瓦尼亚和摩尔多瓦之后，提到这些地方的居民自称为“Romanesci”。
1580年的Orăștie Palia是用罗马尼亚语书写的最古老的妥拉版本。

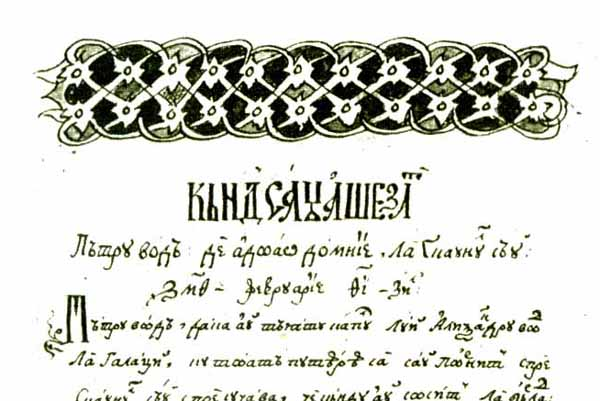
“Letopiseț”手稿的一页

格里戈雷·乌雷凯（Grigore Ureche）在《Letopisețul Țării Moldovei（摩尔达维亚土地编年史）》（1640年代）中谈到了摩尔达维亚人使用的语言，并认为它是多种语言（拉丁语、法语、希腊语、波兰语、土耳其语、塞尔维亚语等）的混合体，并与邻国的语言相混。但作者声称拉丁语的影响占主导地位，且称还要仔细观察，所有拉丁词都能被摩尔多瓦人理解。

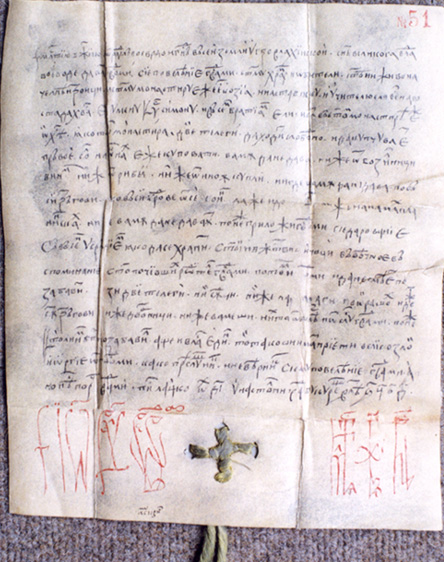
1465年10月14日，瓦拉几亚沃伊沃德拉杜三世在其布加勒斯特居所发出的令状。

Miron Costin在《De neamul moldovenilor》（1687）中指出，摩尔达维亚人、瓦拉几亚人和居住在匈牙利的罗马尼亚人是同源的。他说虽然摩尔达维亚人自称“摩尔达维亚人”，但他们将自己的语言命名为“罗马尼亚语”（românește）而非摩尔达维亚语（moldovenește）。另外，Miron Costin在波兰语《瓦拉几亚及摩尔达维亚编年史》中，认为瓦拉几亚人吉尔摩尔达维亚人都曾自称为“罗马人”。
迪米特里耶·坎泰米尔在他的《Descriptio Moldaviae（摩尔达维亚概述）》（柏林，1714）中指出，摩尔达维亚、瓦拉几亚和特兰西瓦尼亚的居民讲同一种语言。但他指出，不同地方的口音在口音和词汇方面有些差异。他说：
“瓦拉几亚人和特兰西瓦尼亚人的语言和摩尔达维亚人相同，但他们的发音略显生硬，如giur，瓦拉几亚人会用波兰语的ż或法语的j来发成jur。[...]他们也有摩尔达维亚人听不懂的词，但他们在写作中不用这种词。”
坎泰米尔的著作是最早的语言史之一，他在其中如同他的前辈乌雷凯一样注意到，罗马尼亚语从拉丁语演变而来，还有很多希腊语、土耳其语、波兰语借词。另外，他还提出了一些词语一定有达契亚语词根的观点。他还指出，虽然在他的时代该语言源于意大利语的说法很常见，但其他学者认为它源自意大利语。
在更古的材料中，如编年史家格里戈雷·乌雷凯（Grigore Ureche）（1590–1647）、Miron Costin（1633–1691）的作品，或亲王兼学者迪米特里耶·坎泰米尔（1673–1723）的作品中，可以找到摩尔多瓦语（moldovenească）这个词。据坎泰米尔的《摩尔达维亚概述》，瓦拉几亚和特兰西瓦尼亚的居民说一种语言，但他们的发音有所不同，且使用一些摩尔多瓦人不能理解的词汇。Costin和坎泰米尔在一本未完成的书中 证明了摩尔达维亚公国的居民使用“罗马尼亚语”来指称他们自己的语言。

### 沙俄的罗马尼亚语

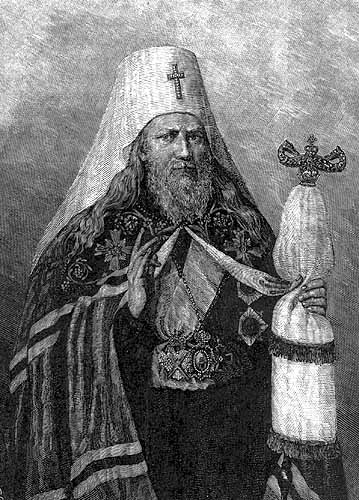
Gavril Bănulescu-Bodoni大主教

在俄国吞并比萨拉比亚（1812）之后，摩尔达维亚人的语言与俄语一同被确立为比萨拉比亚政府机构的官方语言，因为当地绝大部分人口是罗马尼亚人。:115:86Gavril Bănulescu-Bodoni大主教建立的出版机构在1815至1820年间用摩尔达维亚语出版书籍。

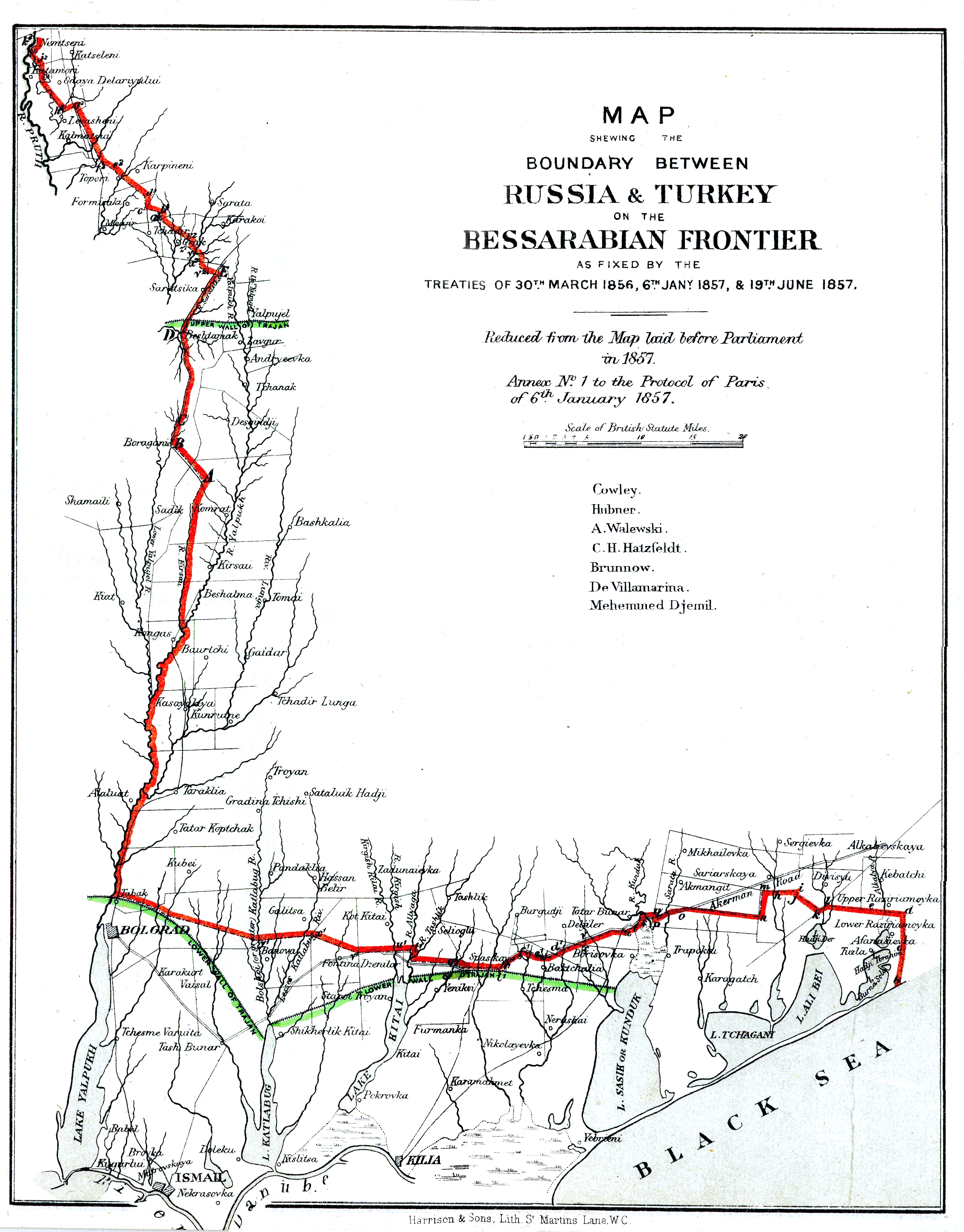
摩尔达维亚/罗马尼亚与俄罗斯之间的边界地图，1856-1878

渐渐地俄语得到了重视。1829年通过的新法典废除了比萨拉比亚的自治章程，并停止了在公开声明中强制使用摩尔达维亚语的做法。1854年，俄语成为当地唯一的官方语言，此世纪下半叶学校中的摩尔达维亚语教育被中止。
据比萨拉比亚行政当局提供的日期，自1828年以来，官方文件只用俄语公布。大约1835年起，7年的时间内是国家可接受罗马尼亚语的使用的最后期限，此后使用的语言就完全是俄语了。:XXXII:42
罗马尼亚语在1842年之前一直是教学用语，之后被独立出来作为一个单独的科目。因此，在基希讷乌神学院，罗马尼亚语是一门必修课，每周课时有10小时。但到1863年，罗马尼亚语课也被关闭了。基希讷乌第一高中的学生有权选择学习罗马尼亚语或德语、希腊语，直到1866年2月9日，俄国国家顾问禁止教授罗马尼亚语，理由是：“学生们已经用实用的方式了解了这门语言，学校教学应遵循其他目标”。:85
1871年左右，沙皇发布了关于“比萨拉比亚学校暂停罗马尼亚语教学”的政令，因为“俄国不教授地方土语。”比萨拉比亚成为了一个正规的省，俄罗斯化政策成为行政的优先事项。:21
1812至1918年，双语制在比萨拉比亚蓬勃发展。俄语仍作为官方语言继续发展，而罗马尼亚语仍是主要的方言。这种语言状况的演变可分为五个阶段：
第一阶段（1812-1828），是中性或“功能性”双语的时期。虽然俄语有官方主导地位，但罗马尼亚语并非没有影响，特别是在公共管理、教育（尤其是宗教教育）和文化领域。在吞并后的几年里，对罗马尼亚语言和习俗的忠诚变得十分重要。基希讷乌神学院和兰开斯特学校分别开办于1813年和1824年，罗马尼亚语语法书出版，基希讷乌的印刷厂生产宗教书籍。
第二阶段（1828-1843），是部分形成双层语言的时期。这一阶段，罗马尼亚语在行政领域被禁用：罗马尼亚语被排除在民法典之外。罗马尼亚语在教育中仅作为一个单独的科目存在。双语手册，如俄-罗马尼亚语简要语法手册，用以满足对双语的新需求。宗教书籍和周日布道仍是罗马尼亚语单语。到1843年，罗马尼亚语已经被完全从公共管理中移除。
第三阶段（1843-1871），是一个以同化为主旋律的时期。罗马尼亚语直到1866年仍是高中教授的一门科目，神学院持续到1867年。1871年，法律明文禁止了所有罗马尼亚语教学。
第四阶段（1871-1905），是官方俄语单语制时期。所有公开场合都不再允许出现罗马尼亚语，并被俄语取代。罗马尼亚语仍是家庭中的口语。这是俄罗斯化程度最高的时代。1872年，牧师Pavel Lebedev下令，所有教会文件都要用俄语书写。1882年，根据圣主教公会的命令，基希讷乌的出版社被关闭。

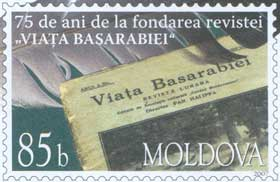
2007年摩尔多瓦邮票上的《Viața Basarabiei（比萨拉比亚生活）》

第五阶段（1905-1917），随着罗马尼亚民族意识的重新觉醒，语言冲突日益加剧。1905年和1906年，比萨拉比亚地方自治局要求将罗马尼亚语作为“必修语言”重新引入学校，并要求“自由使用母语（罗马尼亚语）教学”。同时，出现了第一批罗马尼亚语报纸和杂志：《Basarabia（比萨拉比亚）》（1906）、《Viața Basarabiei（比萨拉比亚生活）》（1907）、《Moldovanul（摩尔达维亚）》（1907）、《Luminătorul（照明器）》（1908）、《Cuvînt moldovenesc（摩尔达维亚语）》（1913）、《Glasul Basarabiei（比萨拉比亚之声）》（1913）等。自1913年开始，圣主教公会也开始允许比萨拉比亚的教会使用罗马尼亚语。

## 内部史
本节介绍了从拉丁语到罗马尼亚语的音变，不一定按时间顺序排列。

#### 元音

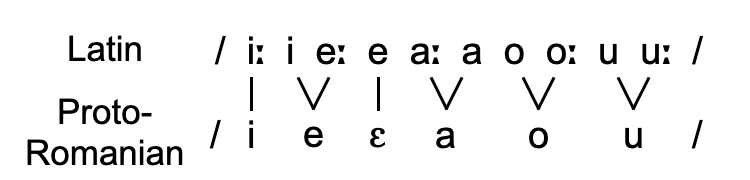
拉丁语到原始罗马尼亚语的元音变化。

### 演变为原始罗马尼亚语

#### 通俗拉丁语时期
古典拉丁语有10个单元音，以及3个双元音。最晚到公元1世纪，双元音ae变为[ɛː]，即长ē；oe不久后变为[eː]，与长ē合流。这就留下了au。西塞罗时代（约公元前50年）罗马城拉丁语的一个早起去世是将其与ō合并，罗马尼亚语一些常用词也反映了这一特征，如coadă“尾”<cōda<古典拉丁语cauda；相似地ureche“耳”<ōricla<古典拉丁语auricula。但总的来说，罗马以外的地区没有受到这种变化的影响，此后几个世纪里，/au/依然随处可见，并在罗马尼亚语中留存至今。
e, i, o, u的长音和短音在音质和时长上都有差异，短的更低（如e[ɛ]；ē[eː]）。长短a在音质上没有差别。逐渐地，音长不再形成对立，所有元音在重读开音节中都是长元音，其余地方都是短元音。这自动导致长短a合流，但其余的原因则采取了两种不同的合流方式：
- 撒丁语方式：长短对立简单地合并，音质差异被消除。
- 西罗曼语支方式：音质差异保留，原短元音i, u[ɪ], [ʊ]低化并与长元音ē, ō[e], [o]合流。在这之后，非重读的半开元音高化为半闭元音。

东罗曼语遵循的是混合方式，后元音o, u遵循撒丁岛方式，而前元音e, i则遵循西罗曼语方式。这产生了介于撒丁语5元音和西罗曼语7元音之间的6元音系统。
后元音长短合并，如：
- Lat. mare > Rom. mare “海”
- Lat. pālum > *paru > Rom. par “杆”
- Lat. focum > *focu > Rom. foc “火”
- Lat. pōmum > *pomu > Rom. pom “结实的树”
- Lat. multum > *multu > Rom. mult “多”
- Lat. tū > Rom. tu “你”

拉丁语短u重读的和部分词的m或b前似乎低化为o：
- Lat. autumnus > autumna > *tomna > Rom. toamnă “秋”
- Lat. rubeum > *robi̯u > Rom. roib

另外，拉丁语长ō在少数词中变为u：
- Lat. cohortem > *cōrtem > Rom. curte

前元音：
- ē/oe、i变为/e/
- ī变为/i/
- e/ae：
  - 重读音节变为/ɛ/
  - 非重读音节变为/e/
- 此后，重读的/ɛ/裂化为/je/

例：
Lat. pellem > *pɛlle > Rom. piele /pjele/“皮肤”
Lat. signum > *semnu > Rom. semn “标志”
Lat. vīnum > *vinu > Rom. vin “酒”

#### 重读开e的裂化
罗马尼亚语以及其他一些罗曼语中，重读的/ɛ/（包括来自于ae的）发生元音裂化，变为*/je/。这发生在所有重读音节，与西班牙语相似，而意大利语或法语的裂化仅发生于开音节（后面不跟或只跟一个辅音的音节）。
- Lat. pellem > *pɛlle > Rom. piele /pjele/ “皮肤”

/j/常被前面的辅音吸收，并引发第二次颚化：
- Lat. decem > *dɛce > *di̯ece > *dzece > Rom. zece “10”

/e/偶尔会受到其他变化的影响，裂化为/e̯a/或低化为/a/：
- Lat. equa > *ɛpa > *i̯epa > Rom. iapă “母驴”
- Lat. terra > *tɛrra > *ti̯era > *țera > archaic țeară > Rom. țară“土地”
- Lat. testa > *tɛsta > *ti̯esta > *țesta > Rom. țeastă “头颅”

#### e与o的裂化
元音o在非高元音前裂化为oa：
- Lat. flōrem > Rom. floare “花”
- Lat. hōram > Rom. oară “次”，如“a treia oară”“第三次”

元音e在相似的环境中裂化为ea。e常被前面的颚音吸收：
- Lat. equa > *ɛpa > *i̯epa > Rom. iapă “母驴”
- Lat. terra > *tɛrra > *ti̯era > *țera > archaic țeară > Rom. țară“土地”
- Lat. testa > *tɛsta > *ti̯esta > *țesta > Rom. țeastă “头颅”

因此，这些双元音仍与原来的单元音交替出现，经常出现在下一个音节的a、ă、e之前（ea在另一个e前也会变回e，如mensae>mease>mese“桌子（复数）”，详见下一节）。

#### e后移
当下一个音节以唇音开头、元音为后元音时，e会变为ă，双元音ea会变为a。即，后跟i或e时，双元音ea变回e。
- Lat. pilus > peru > Rom. păr “头发”，但
- Lat. pilī > Rom. peri “头发（复数）”
- Lat. pēra > peară > Rom. pară “梨”，但
- Lat. pērae > peare > Rom. pere “梨（复数）”
- Lat. mēnsam > *mesa > measă > Rom. masă “桌子”，但
- Lat. mēnsae > mease > Rom. mese “桌子（复数）”
- Lat. vēndō > *vendu > *văndu > *vându > Rom. vând “我卖”，但
- Lat. vēndis > *vendī > *vendzi > vindzi > Rom. vinzi “你卖”

这一语音变化是标准罗马尼亚语的特点，它没有影响到哈采格方言。
辅音r也会使e后移到ă：Lat. rēus > Rom. rău “坏的”。ă的另一来源是，a的下一个音节主元音为/i/时高化到ă，如mare“海”，但mări“海（复数）”。

#### 元音弱化
非重读的a不在词首时会变为ă，非重读的o会高化到u，然后ă在硬颚音后变为e。非重读的o在少数词中得到保留。
- Lat. capra > Rom. capră “山羊”
- Lat. vīnea > *vinja > *viɲă（参梅格伦诺-罗马尼亚语）> *viɲe（参阿罗马尼亚语）[61] > Rom. vie /ˈvije/ “葡萄园”
- Lat. formōsus > Rom. frumos “美”

#### ă的音位化、鼻音前的高化和/ɨ/的产生
定冠词-a的出现创造了新的单词形式与不重读的-/a/：casă/ˈkasə/“房子”~casa/ˈkasa/“（那）房子”。此外，在以/n/或以/m/开头的复辅音之前，ă重新获得重音。随后，同样环境下的ă（来自原a和e>i）变为[ɨ]（现在在词首尾写作î，别处写作â）如Lat. campus > Rom. câmp“原野”、Lat. ventus > vintu（阿罗马尼亚语）> Rom. vânt“风”。这是鼻音前元音高化的一部分，也影响到其他元音：Lat. bene > Rom. bine“井”、Lat. nomen > Rom. nume“名”。拉丁语i在鼻音前有时也产生/ɨ/：Lat. sinus > sân“乳房”。随后，一些词中，/n/的消失也会产生/ɨ/：Lat. quantum > Rom. cât“多少”。
同一元音也可来自i、e、ă+/rC/情况下的高化：Lat. virtutem > Rom. vârtute“美德”；Lat. pergola > Rom. pârghie“杠杆”；Lat. tardivus > Rom. târziu“晚、迟”。元音也产生于/r/后的i高化：Lat. ridet > Rom. râde“笑声”。后来随着斯拉夫语和土耳其语借词的引入，出现了更多的/ɨ/。

#### 唇化软腭音
在通俗拉丁语时代，唇化软腭音⟨qu gu⟩/kʷ ɡʷ/在前元音前变为/k ɡ/，随后通过第二次颚化变为/tʃ dʒ/：
- Lat. quaerere “找”> *kɛrere > Rom. cere “问”
- Lat. sanguis “血”> *sange > Rom. sânge /ˈsɨndʒe/

唇化软腭音最初只留在a前，后来唇化软腭音变为唇音/p b/，以qu-开头的疑问词除外：
- Lat. quattuor > *quattro > Rom. patru“4”
- Lat. equa > *ɛpa > *i̯epa > Rom. iapă“母驴”
- Lat. lingua > Rom. limbă“舌”
- 但Lat. quandō > *kando > kăndu（阿罗马尼亚语）> Rom. când“何时”

#### 软腭音唇化
另一个重要变化是软腭音在齿音前唇化，如'ct>pt、gn[ŋn]>mn、x[ks]>ps。后来ps被同化为ss，接着在大多数词中变为s~ș。
- Lat. factum > *faptu > Rom. fapt“事实”
- Lat. signum > *semnu > Rom. semn“标志”
- Lat. coxa > *copsa > Rom. coapsă“大腿”，但：
- Lat. fraxinus > frapsinu（阿罗马尼亚语）> Rom. frasin“白蜡树”（比较巴纳特方言frapsăn、frapsine）
- Lat. laxō > *lapso > *lassu > Rom. las“我让”

#### 韵尾辅音
罗马尼亚语和意大利语中，几乎所有的韵尾辅音都消失了。因此，罗马尼亚语曾有一段时间没有词尾辅音，所有词都以元音结束，此外，在长元音之后的-s后新增了元音-i，所有这些情况传统上都被解释为类推，如stò <- stao、stai如vò <- vao <- vado、vai <- vadi、va <- vae <- vade如sta。是否有任何形式的“!duolei <- doles”音变得到证实？如Lat. nōs > Rom. noi“我们”、Lat. trēs>Rom. trei“3”、Lat. stās > Rom. stai “你站”。

#### 颚化
通俗拉丁语中，跟在其他元音前的短/e/和/i/会变为滑音/j/。后来/j/会使后面的舌冠音和软腭音颚化。对齿音来说，颚化的结果取决于词的重音在哪里：
- 齿音：
  - 重音后
    - Lat. puteus > *púti̯u > *putsu > Rom. puț“井、坑”
    - Lat. hordeum > *órdi̯u > ordzu > Rom. orz“大麦”

  - 重音前
    - Lat. rōgātiōnem > *rogati̯óne > *rogačone > Rom. rugăciune“祈祷”
    - VLat. deosum > *di̯ósu > *djosu > Rom. jos“下”
- other consonants:
  - Lat. socium > *sóki̯u > *sotsu > Rom. soț“同伴；丈夫”
  - Lat. cāseus > *kasi̯u > Rom. caș“鲜奶酪”
  - Lat. vīnea > *vini̯a > *viɲe > 标准Rom. vie /ˈvije/
  - Lat. mulierem > *muli̯ere > *muʎere > Rom. muiere /muˈjere/“女性”

注意，在现代罗马尼亚语中，齿音的双重输出仍然能产：
- credínță“信仰”— credinciós“忠实的”
- oglíndă“镜子”>oglínzi“镜子（复数）”— oglinjoáră“小镜子”

上述颚化发生在所有罗曼语族语言中，不同语言中的结果会略有不同。唇音不受颚化影响，而是在稍后与/j/经历音位变换：
- Lat. rubeum > *robi̯u > Rom. roib

#### cl、gl复辅音颚化
拉丁语复辅音cl颚化为/kʎ/，后来简化为/k/，gl同理：
- 通俗拉丁语 oricla > *urecʎa > *urecʎe （阿罗马尼亚语ureaclje) > Rom. ureche“耳”
- 通俗拉丁语 glacia > *gʎatsa > Rom. *gheață“冰”

#### l的r音化
某时，拉丁语l在元音间变为r。从某些词的演变来看，这显然发生在上述颚化之后，但在双辅音简化（ll未r音化）和i颚化之前。例如：
- Lat. gelu > Rom. ger“霜”
- Lat. salīre > Rom. a sări (sărire) “跳”

#### 第二次颚化
齿音t、d、s、l后接i/i̯（来自i̯e/i̯a<ɛ<重读的e）时也发生颚化：
- Lat. testa > *tɛsta > *ti̯esta > *țesta > Rom. țeastă“头颅”
- Lat. decem > *dɛce > *di̯ece > *dzece > Rom. zece“10”
- Lat. servum > *sɛrbu > *si̯erbu > Rom. șerb“农奴”
- Lat. sex > *sɛkse > *si̯asse > Rom. șase“6”
- Lat. leporem > *lɛpore > *li̯ɛpure > *ʎɛpure（=阿罗马尼亚语ljepure）> Rom. iepure“野兔”
- Lat. dīcō > *dziku > Rom. zic“我说”
- Lat. līnum > *ʎinu (= Arom. ljinu) > *ʎin > Rom. in“亚麻”
- Lat. gallīna > *ɡalina > *ɡăʎină（=阿罗马尼亚语gãljinã）> Rom. găină“母鸡”

软腭音/k ɡ/（来自拉丁语唇化软腭音qu gu）在前元音前颚化为/tʃ dʒ/：
- Lat. quid > *ki > Rom. ce“什么”
- Lat. quīnque > Vulgar Latin *cīnque (Italian cinque) > Rom. cinci“5”
- Lat. quaerere "to seek" > *kɛrere > Rom. cere“问”
- Lat. *sanguem > *sange > Rom. sânge“血”

### 现代变化
也有些变化并未发生在所有东罗曼语支语言中，有些只见于标准罗马尼亚语。

#### 擦化
南部方言和标准语中，dz在所有环境下都变为z：
- dzic > zic“我说”
- lucredzi > lucrezi“你工作”

塞擦音/dʒ/只在后接后元音时变为j/ʒ/：
- gioc /dʒok/ > joc“游戏”。而
- deget /ˈdedʒet/“手指”不变。

#### 响音弱化
古硬颚音/ʎ ɲ/均弱化为/j/，与/i/相邻时消失：
- Lat. leporem > *lɛpore > *li̯epure > *ʎepure > Rom. iepure“野兔”
- Lat. līnum > *ʎinu > *ʎin > Rom. in“亚麻”
- Lat. gallīna > *ɡallina > *ɡalina > *ɡăʎină > Rom. găină“母鸡”
- Lat. pellem, pellīs > *pɛlle, pɛlli > *pi̯ele, pi̯eli > *pi̯ele, pi̯eʎi > Rom. piele, piei“皮肤；皮肤（复数）”
- Lat. vīnea > *vinja > *viɲă > *viɲe > Rom. vie /ˈvije/“葡萄园”

来自拉丁语-ll-的古元音间/l/在/a/前元音化为/w/，最终完全消失：
- Lat stēlla > *stela > 古形 steală > 俗语 steauă > 标准Rom. stea “星”
- Lat sella > *sɛlla > *si̯ela > *șela > *șeuă > 蒙特尼亚方言 șea > 标准Rom. șa“鞍”

来自拉丁语-ll-的古元音间/l/在其他元音前保留：
- Lat caballum > *cavallu > *caalu > Rom. cal“马”
- Lat callem > Rom. cale“路”

来自拉丁语-b-,-v-的古元音间/v/消失，可能先弱化成了/w/：
- Lat būbalus > *buvalu > *buwaru > 古形 buar, boar > 标准Rom. bour“原牛”
- Lat vīvere > *vivere > *viwe > 蒙特尼亚方言 vie > 标准Rom. a via“活”

#### n插音
相当晚近的时候，n后重读的u会延长并被鼻化，后面也会多出一个n（插音）。
- Lat genuculus > *genuclus > 西部 genuchi > Rom. genunchi“膝盖”
- Lat manuplus > *manuclus > 西部 mănuchi > Rom. mănunchi“花束”
- Lat minutus > 阿罗马尼亚语minut > 巴纳特、摩尔达维亚方言mănunt > Rom. mărunt“小”
- 相反的过程：
  - Lat ranunculus“蝌蚪；毛茛”> *ranunclus > 古形rănunchi > Rom. rărunchi“肾；（方言）毛莨” > 方言 răruchi

#### j插音
一些词中，â和软n间会产生一个/j/：
- pâne > pâine“面包”
- câne > câine“狗”

这也解释了mână-mâini（“手、手（复数）”）。这一音变也是南方方言和标准语所特有的，其他地区大都没有发生。
这音变从奥尔特尼亚方言蔓延进书面罗马尼亚语。它也被解释为颚化和音位变换：câne>*câni̯e>câine。奥尔特尼亚方言是câine，而其他地方都是câni̯e。

#### 强化
ș、ț、dz后的元音后移仅见于北方方言。这些辅音后面只能接后元音，因而前元音必须后移：
- și > șî“和”
- ține > țâni̯e“（他）持有”
- zic > dzâc“我说”

这与俄语硬辅音后元音后移类似。

## 资料

### 一手资料
- Procopius: History of the Wars (Books VI.16–VII.35.) (With an English Translation by H. B. Dewing) (2006). Harvard University Press. ISBN 06-7499-191-5.
- The Chronicle of Theophanes Confessor: Byzantine and Near Eastern History, AD 284–813 (Translated with Introduction and Commentary by Cyril Mango and Roger Scott with the assistance of Geoffrey Greatrex) (2006). Oxford University Press. ISBN 978-0-19-822568-3.
- The History of Theophylact Simocatta (An English Translation with Introduction and Notes: Michael and Mary Whitby) (1986). Clarendon Press. ISBN 01-9822-799-X.

### 二手资料
- Alkire, Ti; Rosen, Carol. . Cambridge University Press. 2010. ISBN 978-0-52-171784-7.
- Augerot, J. . Brown, Keith; Ogilvie, Sarah  (编). . Elsevier. 2009: 900–904. ISBN 978-0-08-087774-7.
- Brezianu, Andrei; Spânu, Vlad. . 2010. ISBN 978-0-8108-7211-0.
- Carlton, Terence R. . Slavica Publishers. 1991. ISBN 08-9357-223-3.
- Densusianu, Ovide. . Ernest Leroux. 1901 （法语）.
- Fine, John V. A. . The University of Michigan Press. 1991. ISBN 04-7208-149-7.
- Fortson IV, Benjamin W. . Blackwell Publishing. 2004. ISBN 978-1-40-510316-9.
- Georgescu, Vlad. . Ohio State University Press. 1991. ISBN 08-1420-511-9.
- Hall, Robert A., Jr. . American Elsevier Publishing Company. 1974. ISBN 04-4400-136-0.
- Harris, Martin. Harris, Martin; Vincent, Nigel , 编. . Oxford University Press. 1998: 1–25. ISBN 01-9520-829-3.
- Haynes, Rebecca. . Bloomsbury Publishing. 2020. ISBN 978-1-78831-813-6.
- Izzo, Herbert J. . Marino, Mary C.; Pérez, Luis A.  (编). . Linguistic Association of Canada and the United States. 1986: 139–146.
- Madgearu, Alexandru. . Romanian Cultural Institute, Center for Transylvanian Studies. 2005. ISBN 97-3778-401-4.
- Mallinson, Graham. . Harris, Martin; Vincent, Nigel  (编). . Oxford University Press. 1998: 391–419. ISBN 01-9520-829-3.
- van Meurs, Wim. . Columbia University Press. 1994. ISBN 0-88033-284-0.
- Mihăescu, H. . Editura Academiei Române. 1993. ISBN 97-3270-342-3 （法语）.
- Mišeska Tomić, Olga. . Springer. 2006. ISBN 978-1-40-204487-8.
- Mitrasca, Marcel. . Algora Publishing. 2007. ISBN 978-0-87586-184-5.
- Nandriș, Grigore, , The Slavonic and East European Review, December 1951, 30 (74): 7–33
- Niculescu, Alexandru. Outline History of the Romanian Language.
- Pei, Mario. . Harper & Row, Publishers. 1976. ISBN 00-6013-312-0.
- Petrucci, Peter R. . LINCOM EUROPA. 1999. ISBN 38-9586-599-0.
- Pop, Ioan-Aurel. . Boulder. 1999. ISBN 08-8033-440-1.
- Posner, Rebecca. . Cambridge University Press. 1996. ISBN 978-0-52-128139-3.
- Purici, Ștefan.  [The history of Bessarabia]. Editura Semne. 2011. ISBN 978-606-15-0131-1.
- Schramm, Gottfried. . R. Oldenbourg Verlag. 1997. ISBN 34-8656-262-2 （德语）.
- Schulte, Kim. . Haspelmath, Martin; Tadmor, Uri  (编). . De Gruyter Mouton. 2009: 230–259. ISBN 978-3-11-021843-5.
- Schütz, István. . Balassi Kiadó. 2002. ISBN 96-3506-472-1 （匈牙利语）.
- Spinei, Victor. . Koninklijke Brill NV. 2009. ISBN 978-9-00-417536-5.
- Vékony, Gábor. . Matthias Corvinus Publishing. 2000. ISBN 18-8278-513-4.
- Wilkes, John. . Blackwell. 1992. ISBN 06-3119-807-5.